# ヴァル・ディ・キ
ヴァル・ディ・キ（フランス語: Val di Chy）は、イタリア共和国ピエモンテ州トリノ県にある、人口約1,300人の基礎自治体（コムーネ）。
2019年1月1日にアーリチェ・スペリオーレ、ルニャッコとペッコが合併して発足した。

## 地理

### 位置・広がり

#### 隣接コムーネ
隣接するコムーネは以下の通り。
- カステッラモンテ
- カステルヌオーヴォ・ニグラ
- フィオラーノ・カナヴェーゼ
- イッシーリオ
- レッソロ
- ロランツェ
- パレッラ
- クアリウッツォ
- ルエーリオ
- ヴァルキウーザ
- ヴィストローリオ

## 行政

### 分離集落
ヴァル・ディ・キには、以下の分離集落（フラツィオーネ）がある。
- Alice Superiore (sede comunale), Buracco, Chiartano, Cornesco, Gauna, Lugnacco, Pecco, Raghetto, Verna